# Список почётных граждан Новы-Тарга
Почётный гражданин города Новы-Тарг (пол. Honorowi Obywatele Miasta Nowego Targu) — почётное звание в Польше, присуждаемое городским советом Новы-Тарга за заслуги перед городом.

## Почётные граждане Новы-Тарга
Особенности
- Лишён звания

| Лауреат                           | Принадлежность | Дата                  | П.    |
| --------------------------------- | -------------- | --------------------- | ----- |
| Франтишек Стюэр                   | Австро-Венгрия | 23 мая 1872 года      | [ 2 ] |
| Эдмунд Вахгольц                   | Австро-Венгрия | 23 мая 1872 года      | [ 2 ] |
| Павел Дунецкий                    | Австро-Венгрия | 6 апреля 1881 года    | [ 2 ] |
| Гвидон Батталья                   | Австро-Венгрия | 6 апреля 1881         | [ 2 ] |
| Юзеф Квапневский                  | Австро-Венгрия | 15 мая 1888 года      | [ 2 ] |
| Тадеуш Чарковский-Голеевский      | Австро-Венгрия | 16 сентября 1893 года | [ 2 ] |
| Герман Шейн                       | Австро-Венгрия | 19 августа 1899 года  | [ 2 ] |
| Адам Томаш Евстахий Узнанский     | Австро-Венгрия | 9 декабря 1899 года   | [ 2 ] |
| Юзеф Рудский                      | Австро-Венгрия | 14 марта 1903 года    | [ 2 ] |
| Леон Пининский                    | Австро-Венгрия | 6 июня 1903 года      | [ 2 ] |
| Ян Беднарский                     | Австро-Венгрия | 23 июля 1904 года     | [ 2 ] |
| Людомил Герман                    | Австро-Венгрия | 23 июля 1904 года     | [ 2 ] |
| Игнаций Мочидловский              | Австро-Венгрия | 7 октября 1905 года   | [ 2 ] |
| Станислав Гломбиньский            | Австро-Венгрия | 22 сентября 1909 года | [ 2 ] |
| Казимеж Галецкий                  | Австро-Венгрия | 27 февраля 1912 года  | [ 2 ] |
| Анджей Галица                     | Польша         | 13 мая 1919 года      | [ 2 ] |
| Эдвард Феликс Любич-Незабитовский | Польша         | 2 апреля 1921 года    | [ 2 ] |
| Изабела Либерак                   | Польша         | 12 июля 1924 года     | [ 2 ] |
| Якуб Захемский                    | Польша         | 19 апреля 1925 года   | [ 2 ] |
| Юзеф Райский                      | Польша         | 24 октября 1927 года  | [ 2 ] |
| Франтишек Дворский                | Польша         | 24 мая 1933 года      | [ 2 ] |
| 1-й полк подгальских стрелков     | Польша         | 22 мая 1938 года      | [ 2 ] |
| Иван Золотарь                     | СССР           | 26 января 1968 года   | [ 2 ] |
| Иван Дряхлов                      | СССР           | 11 октября 1973 года  | [ 2 ] |
| Пётр Вдовин                       | СССР           | 28 декабря 1974 года  | [ 2 ] |
| Иоанн Павел II                    | Польша         | 21 июня 1996 года     | [ 2 ] |
| Франтишек Махарский               | Польша         | 29 июня 2000 года     | [ 4 ] |
| Станислав Ходорович               | Польша         | 24 сентября 2004 года | [ 5 ] |
| Станислав Дзивиш                  | Польша         | 29 марта 2006 года    | [ 6 ] |
| Ян Канты Павлюскевич              | Польша         | 17 декабря 2007 года  | [ 7 ] |

## Комментарии
1. ↑  Лишён звания 18 июля 2014 года в связи с тем, что «звание было присвоено в результате введения в заблуждение относительно героизма и характера деяний, совершенных во время Второй мировой войны, и того факта, что он был удостоен почестей непосредственно после Второй мировой войны, во время которой совершил множество деяний в ущерб польскому народу и независимому польскому государству, в результате чего стал недостоин присвоенного звания»[3].